# Pseudoxandra leiophylla
Pseudoxandra leiophylla är en kirimojaväxtart som först beskrevs av Friedrich Ludwig Diels, och fick sitt nu gällande namn av Robert Elias Fries. Pseudoxandra leiophylla ingår i släktet Pseudoxandra och familjen kirimojaväxter. Inga underarter finns listade i Catalogue of Life.